# Peter Ritter
Peter Ritter (ur. 2 lipca 1763 w Mannheimie, zm. 1 sierpnia 1846 tamże) – niemiecki kompozytor i wiolonczelista.

## Życiorys
Był bratankiem kompozytora Georga Wenzla Rittera. Uczył się gry na wiolonczeli u Innocenzo Danziego (ojca Franza Danziego) oraz kompozycji u Georga Josepha Voglera. Już jako dziecko koncertował z ojcem i rodzeństwem. W 1779 roku wykonano publicznie jego pierwszą symfonię, wydaną przez Voglera w opracowaniu na kwartet smyczkowy. Był członkiem orkiestry teatru operowego w Mannheimie jako pierwszy wiolonczelista (od 1784), koncertmistrz (od 1801) oraz kapelmistrz (od 1803). W 1823 roku przeszedł na emeryturę.
Zasłynął jako twórca singspielów, skomponował też oratorium Das verlorene Paradies według Johna Miltona (wyk. Mannheim 1819) i 12 koncertów wiolonczelowych.

## Singspiele
(na podstawie materiałów źródłowych)
- Der Eremit auf Formentara (wyst. Mannheim 1788)
- Der Sklavenhändler (wyst. Mannheim 1790)
- Die Weihe (wyst. Mannheim 1792)
- Die lustigen Weiber von Windsor (wyst. Mannheim 1794)
- Dilara, oder Die schwarze Zauberin (wyst. Mannheim 1798)
- Das neue Jahr in Famagusta (wyst. Mannheim 1804)
- Salomons Urteil (wyst. Mannheim 1808)
- Marie von Mantalban (wyst. Frankfurt nad Menem 1810)
- Der Zitherschlager (wyst. Stuttgart 1810)
- Alexander in Indien (wyst. Mannheim 1811)
- Feodore (wyst. Mannheim 1811)
- Das Tal von Barzelonetta, oder Die beiden Ermiten (wyst. Mannheim 1811)
- Das Kind des Herkules (wyst. Mannheim 1812)
- Alfred (wyst. Mannheim 1820)
- Der Mandarin, oder Die gefoppten Chinesen (wyst. Karlsruhe 1821)
- Hoang-Puff, oder Das dreifache Horoskop (wyst. Mannheim 1822)
- Bianca (wyst. Mannheim 1824)
- Der Talisman (wyst. Mannheim 1824)
- Das Grubenlicht (wyst. Mannheim 1833)